# My Beautiful Live楊千嬅世界巡迴演唱會
《My Beautiful Live楊千嬅世界巡迴演唱會》是香港女歌手楊千嬅在2019年及2020年於世界各地開展的大型世界巡迴演出活動。此次全新巡迴演唱會《My Beautiful Live》（美麗人生）從廣州出發，途徑珠海、武漢、深圳、北京、成都、重慶、南寧等內地城市及澳洲、馬來西亞、美國、加拿大等海外地區。最終32場結束巡演。
全新國語歌曲《穿越》首次於演唱會登場，亦為是次巡演的主題曲。

## 製作團隊
- 出品人：丁子高
- 演唱會總代理：特高娛樂、藝高旗艦
- 藝人經紀：正向文化娛樂
- 全程主辦：風林火山、寰亞娛樂，皓星文化
- 唱片公司：寰亞音樂
- 工程統籌：藝能工程、藝能文化娛樂
- 音樂總監：王雙駿
- 音樂顧問：于逸堯
- 美術指導：文念中
- 舞蹈總監：黃國榮
- 演唱會影像創作總監：朱祖兒
- 導演：Jacky
- 音響工程總監：Frankie Hung

## 巡迴場次
| 場次 | 日期           | 國家／地區 | 城市                  | 場地                                  | 估計觀看人次 | 備註 |
| ---- | -------------- | ---------- | --------------------- | ------------------------------------- | ------------ | --- |
| 1    | 2019年3月30日  | 中国       | 廣州                  | 海心沙亞運公園                        | 24000        | 室外體育場 開售5分鐘內售罄                                                                                     |
| 2    | 2019年4月13日  | 中国       | 珠海                  | 珠海市體育中心體育場                  | 22000        | 室外體育場 開售10分鐘內售罄                                                                                    |
| 3    | 2019年5月11日  | 中国       | 肇慶                  | 肇慶新區體育中心足球場                | 22000        | 室外體育場 開售3分58秒內全部售罄，60萬人次同時線上搶票 正場歌單首唱全球歌迷票選 no.1 Side Track 《一千零一個》 |
| 4    | 2019年5月18日  | 中国       | 湛江                  | 湛江奧林匹克體育中心體育場            | 25000        | 室外體育場> Encore 環節清唱了兩句《余春嬌》                                                                    |
| 5    | 2019年5月24日  | 中国       | 深圳                  | 深圳灣體育中心「春繭」體育館          | 8000         | 加場 開售1分鐘內火速售罄, 90萬人次同時線上搶票                                                                 |
| 6    | 2019年5月25日  | 中国       | 深圳                  | 深圳灣體育中心「春繭」體育館          | 8000         | 開售30秒內全部售罄，87萬人次同時線上搶票                                                                       |
| 7    | 2019年6月14日  | 中国       | 佛山                  | 佛山国际体育文化演艺中心              | 8500         | 加場 |
| 8    | 2019年6月15日  | 中国       | 佛山                  | 佛山国际体育文化演艺中心              | 8500         | 開售5秒內全部售罄，102萬人次同時線上搶票                                                                       |
| 9    | 2019年6月22日  | 澳門       | 澳門                  | 金光綜藝館                            | 8000         | |
| 10   | 2019年6月23日  | 澳門       | 澳門                  | 金光綜藝館                            | 8000         | 加場 |
| 11   | 2019年6月29日  | 中国       | 北京                  | 凯迪拉克中心                          | 12000        | |
| 12   | 2019年8月10日  | 中国       | 杭州                  | 黃龍體育中心體育館                    | 6500         | |
| 13   | 2019年8月17日  | 中国       | 南京                  | 南京青奥體育公園體育館                | 14000        | |
| 14   | 2019年8月24日  | 中国       | 惠州                  | 惠州奧林匹克體育場                    | 25000        | 室外體育場 |
| 15   | 2019年8月31日  | 中国       | 大連                  | 大連體育中心體育館                    | 10000        | |
| 16   | 2019年9月7日   | 中国       | 上海                  | 虹口足球場                            | 18000        | 室外體育場 |
| 17   | 2019年9月14日  | 中国       | 汕頭                  | 汕頭歡樂世界·藍水星主題公園室外停車場 | 15000        | 室外 |
| 18   | 2019年10月3日  |            | 墨爾本                | Melbourne Convention Centre           |              | |
| 19   | 2019年10月6日  | 尼         | The Star Event Centre |                                       |              | |
| 20   | 2019年10月9日  | 新西兰     | 奧克蘭                | The Trusts Arena                      |              | |
| 21   | 2019年11月2日  | 中国       | 南寧                  | 廣西體育中心主體育場                  | 30000        | 室外體育場 |
| 22   | 2019年11月9日  | 中国       | 武漢                  | 光谷國際網球中心                      |              | |
| 23   | 2019年11月16日 | 中国       | 成都                  | 五粮液成都金融城演藝中心              |              | |
| 24   | 2019年11月22日 | 加拿大     | 多倫多                | Coca-Cola Coliseum                    |              | |
| 25   | 2019年11月27日 | 美国       | 大西洋城              | Hard Rock Live at Etess Arena         |              | |
| 26   | 2019年11月30日 | 美国       | 拉斯維加斯            | Grand Garden Arena                    |              | |
| 27   | 2019年12月2日  | 加拿大     | 溫哥華                | The Orpheum                           | 2700         | |
| 28   | 2019年12月21日 | 中国       | 蘇州                  | 蘇州奧林匹克體育中心體育館            |              | |
| 29   | 2019年12月29日 | 中国       | 天津                  | 天津体育馆                            |              | |
| 30   | 2020年1月4日   | 中国       | 佛山高明              | 佛山高明体育中心体育场                | 18000        | |
| 31   | 2020年1月11日  | 中国       | 海口                  | 五源河體育中心體育場                  |              | |
| 32   | 2020年1月18日  | 中国       | 茂名                  | 茂名市體育中心體育場                  |              | |
| 33   | 2020年2月8日   | 新加坡     | 新加坡                | 新加坡室內體育館                      |              | 受COVID-19疫情影響而取消                                                                                       |
| 34   | 2020年3月14日  | 中国       | 柳州                  | 柳州體育中心體育場                    |              | 受COVID-19疫情影響而取消                                                                                       |
| 35   | 2020年3月21日  | 马来西亚   | 吉隆坡                | 亚通体育馆                            |              | 受COVID-19疫情影響而取消                                                                                       |
| 36   | 2020年3月28日  | 中国       | 梧州                  | 梧州市體育中心體育場                  |              | 受COVID-19疫情影響而取消                                                                                       |
| 37   | 2020年4月11日  | 中国       | 廈門                  | 廈門市體育中心體育場                  |              | 受COVID-19疫情影響而取消                                                                                       |
| 38   | 2020年4月18日  | 中国       | 韶關                  | 韶關市西河體育中心體育場              |              | 受COVID-19疫情影響而取消                                                                                       |

2018年12月20日在北京舉行的《My Beautiful Live 世界巡迴演唱會》 發佈會上公布的巡迴地點：廣州、珠海、武漢、上海、河源、湛江、深圳、江門、澳門、北京、重慶、成都、鄭州、佛山、惠州、馬來西亞雲頂、澳洲悉尼、澳洲墨爾本、汕頭、南寧、無錫、美加、香港
其他官方提及的巡迴地點：瀋陽、紐西蘭奧克蘭、新加坡、 南京、 東莞、英國、昆明
2019年5月6日在官方微博上公布的最新場次：武漢、杭州、長沙 、惠州 、南寧 （日期、場館待定）

## 演出曲目
廣州站2019年3月30日
Part 1 痛苦失敗 - VCR 1 The Story Begin 點火柴
1. 可惜我是水瓶座
2. 煉金術
3. 小城大事

Part 2 任性衝動 - VCR 2 I'm on my way 公路上
1. 處處吻
2. 烈女
3. 繼續努力

Part 3 傷感 -VCR 3 Lost in Forest 迷失森林
1. 再見二丁目
2. 人情世故
3. 姊妹
4. 咬唇

Part 4 漂亮幸福 - VCR 4 Relax 水中
1. 搖滾之母
2. 熱血青年
3. 抬起我的頭來
4. Wonder Woman
5. 勇
6. 說好的幸福呢

Part 5 睿智 - VCR 5 The End 登峰俯瞰
1. 穿越
2. 冰點
3. 數你
4. 假如讓我說下去
5. 最好的債

Part 6 ENCORE
1. 小星星
2. 野孩子
3. 少女的祈禱
4. 飛女正傳

珠海站2019年4月13日
Part 1 痛苦失敗 - VCR 1 The Story Begin 點火柴
1. 可惜我是水瓶座
2. 煉金術
3. 小城大事

Part 2 任性衝動 - VCR 2 I'm on my way 公路上
1. 處處吻
2. 烈女
3. 繼續努力

Part 3 傷感 -VCR 3 Lost in Forest 迷失森林
1. 再見二丁目
2. 人情世故
3. 姊妹
4. 咬唇

Part 4 漂亮幸福 - VCR 4 Relax 水中
1. 搖滾之母
2. 熱血青年
3. 抬起我的頭來
4. Wonder Woman
5. 勇
6. 說好的幸福呢

Part 5 睿智 - VCR 5 The End 登峰俯瞰
1. 穿越
2. 冰點
3. 數你
4. 假如讓我說下去
5. 最好的債

Part 6 ENCORE
1. 小星星
2. 可惜我是水瓶座
3. 野孩子
4. 自由行
5. 少女的祈禱
6. 飛女正傳

𦘦慶站2019年5月11日
Part 1 痛苦失敗 - VCR 1 The Story Begin 點火柴
1. 可惜我是水瓶座
2. 煉金術
3. 小城大事

Part 2 任性衝動 - VCR 2 I'm on my way 公路上
1. 處處吻
2. 烈女
3. 繼續努力

Part 3 傷感 -VCR 3 Lost in Forest 迷失森林
1. 再見二丁目
2. 人情世故
3. 姊妹
4. 咬唇

Part 4 漂亮幸福 - VCR 4 Relax 水中
1. 搖滾之母
2. 熱血青年
3. 抬起我的頭來
4. Wonder Woman
5. 勇
6. 說好的幸福呢

Part 5 睿智 - VCR 5 The End 登峰俯瞰
1. 穿越
2. 數你
3. 一千零一個
4. 假如讓我說下去
5. 最好的債

Part 6 ENCORE
1. 小星星
2. 野孩子
3. 自由行
4. 少女的祈禱
5. 飛女正傳

湛江站2019年5月18日
Part 1 痛苦失敗 - VCR 1 The Story Begin 點火柴
1. 可惜我是水瓶座
2. 煉金術
3. 小城大事

Part 2 任性衝動 - VCR 2 I'm on my way 公路上
1. 處處吻
2. 烈女
3. 繼續努力

Part 3 傷感 -VCR 3 Lost in Forest 迷失森林
1. 再見二丁目
2. 人情世故
3. 姊妹
4. 咬唇

Part 4 漂亮幸福 - VCR 4 Relax 水中
1. 搖滾之母
2. 熱血青年
3. 抬起我的頭來
4. Wonder Woman
5. 勇
6. 說好的幸福呢

Part 5 睿智 - VCR 5 The End 登峰俯瞰
1. 穿越
2. 冰點
3. 數你
4. 假如讓我說下去
5. 最好的債

Part 6 ENCORE
1. 小星星
2. 野孩子
3. 自由行
4. 少女的祈禱
5. 飛女正傳

深圳站2019年5月24日/25日
Part 1 痛苦失敗 - VCR 1 The Story Begin 點火柴
1. 可惜我是水瓶座
2. 煉金術
3. 小城大事

Part 2 任性衝動 - VCR 2 I'm on my way 公路上
1. 處處吻
2. 烈女
3. 繼續努力

Part 3 傷感 -VCR 3 Lost in Forest 迷失森林
1. 再見二丁目
2. 人情世故
3. 姊妹
4. 咬唇

Part 4 漂亮幸福 - VCR 4 Relax 水中
1. 搖滾之母
2. 熱血青年
3. 抬起我的頭來
4. Wonder Woman
5. 勇
6. 說好的幸福呢

Part 5 睿智 - VCR 5 The End 登峰俯瞰
1. 穿越
2. 數你
3. 一千零一個
4. 假如讓我說下去
5. 最好的債

Part 6 ENCORE
1. 小星星
2. 野孩子
3. 自由行
4. 少女的祈禱
5. 飛女正傳

佛山站2019年6月14日/15日
Part 1 痛苦失敗 - VCR 1 The Story Begin 點火柴
1. 可惜我是水瓶座
2. 煉金術
3. 小城大事

Part 2 任性衝動 - VCR 2 I'm on my way 公路上
1. 處處吻
2. 烈女
3. 繼續努力

Part 3 傷感 -VCR 3 Lost in Forest 迷失森林
1. 再見二丁目
2. 人情世故
3. 姊妹
4. 咬唇

Part 4 漂亮幸福 - VCR 4 Relax 水中
1. 搖滾之母
2. 熱血青年
3. 抬起我的頭來
4. Wonder Woman
5. 勇
6. 說好的幸福呢

Part 5 睿智 - VCR 5 The End 登峰俯瞰
1. 穿越
2. 數你
3. 一千零一個 (只唱14/6)
4. 假如讓我說下去
5. 最好的債

Part 6 ENCORE
1. 小星星
2. 野孩子
3. 少女的祈禱
4. 飛女正傳

澳門站2019年6月22日/23日
Part 1 痛苦失敗 - VCR 1 The Story Begin 點火柴
1. 可惜我是水瓶座
2. 煉金術
3. 小城大事

Part 2 任性衝動 - VCR 2 I'm on my way 公路上
1. 處處吻
2. 烈女
3. 繼續努力

Part 3 傷感 -VCR 3 Lost in Forest 迷失森林
1. 再見二丁目
2. 人情世故
3. 姊妹
4. 咬唇

Part 4 漂亮幸福 - VCR 4 Relax 水中
1. 搖滾之母
2. 熱血青年
3. 抬起我的頭來
4. Wonder Woman
5. 勇
6. 說好的幸福呢

Part 5 睿智 - VCR 5 The End 登峰俯瞰
1. 穿越
2. 冰點
3. 數你
4. 假如讓我說下去
5. 最好的債

Part 6 ENCORE
1. 小星星
2. 野孩子
3. 一千零一個
4. 自由行 (只唱22/6)
5. 少女的祈禱
6. 飛女正傳

北京站2019年6月29日
Part 1 痛苦失敗 - VCR 1 The Story Begin 點火柴
1. 可惜我是水瓶座
2. 煉金術
3. 小城大事

Part 2 任性衝動 - VCR 2 I'm on my way 公路上
1. 處處吻
2. 烈女
3. 繼續努力

Part 3 傷感 -VCR 3 Lost in Forest 迷失森林
1. 再見二丁目
2. 人情世故
3. 姊妹
4. 咬唇

Part 4 漂亮幸福 - VCR 4 Relax 水中
1. Ready Or Not
2. 熱血青年
3. 抬起我的頭來
4. Wonder Woman
5. 勇
6. 說好的幸福呢

Part 5 睿智 - VCR 5 The End 登峰俯瞰
1. 穿越
2. 冰點
3. 數你
4. 自由行
5. 最好的債

Part 6 ENCORE
1. 小星星
2. 野孩子
3. 突然好想你
4. 我的歌聲裡
5. 假如讓我說下去

杭州站2019年8月10日
Part 1 痛苦失敗 - VCR 1 The Story Begin 點火柴
1. 可惜我是水瓶座
2. 煉金術
3. 小城大事

Part 2 任性衝動 - VCR 2 I'm on my way 公路上
1. 處處吻
2. 烈女
3. 繼續努力

Part 3 傷感 -VCR 3 Lost in Forest 迷失森林
1. 再見二丁目
2. 人情世故
3. 姊妹
4. 咬唇

Part 4 漂亮幸福 - VCR 4 Relax 水中
1. 搖滾之母
2. 熱血青年
3. 抬起我的頭來
4. Wonder Woman
5. 勇
6. 說好的幸福呢

Part 5 睿智 - VCR 5 The End 登峰俯瞰
1. 穿越
2. 冰點
3. 數你
4. 假如讓我說下去
5. 最好的債

Part 6 ENCORE
1. 小星星
2. 野孩子
3. 少女的祈禱
4. 自由行
5. 飛女正傳

南京站2019年8月17日
Part 1 痛苦失敗 - VCR 1 The Story Begin 點火柴
1. 可惜我是水瓶座
2. 煉金術
3. 小城大事

Part 2 任性衝動 - VCR 2 I'm on my way 公路上
1. 處處吻
2. 烈女
3. 繼續努力

Part 3 傷感 -VCR 3 Lost in Forest 迷失森林
1. 再見二丁目
2. 可人兒
3. 姊妹
4. 咬唇

Part 4 漂亮幸福 - VCR 4 Relax 水中
1. Ready or Not
2. 熱血青年
3. 抬起我的頭來
4. Wonder Woman
5. 勇
6. 說好的幸福呢

Part 5 睿智 - VCR 5 The End 登峰俯瞰
1. 穿越
2. 冰點
3. 數你
4. 假如讓我說下去
5. 最好的債

Part 6 ENCORE
1. 小星星
2. 野孩子
3. 自由行
4. 少女的祈禱
5. 飛女正傳

惠州站2019年8月24日
Part 1 痛苦失敗 - VCR 1 The Story Begin 點火柴
1. 可惜我是水瓶座
2. 煉金術
3. 小城大事

Part 2 任性衝動 - VCR 2 I'm on my way 公路上
1. 處處吻
2. 烈女
3. 繼續努力

Part 3 傷感 -VCR 3 Lost in Forest 迷失森林
1. 再見二丁目
2. 可人兒
3. 姊妹
4. 咬唇

Part 4 漂亮幸福 - VCR 4 Relax 水中
1. Ready or Not
2. 熱血青年
3. 抬起我的頭來
4. Wonder Woman
5. 勇
6. 說好的幸福呢

Part 5 睿智 - VCR 5 The End 登峰俯瞰
1. 穿越
2. 數你
3. 一千零一個
4. 假如讓我說下去
5. 最好的債

Part 6 ENCORE
1. 小星星
2. 野孩子
3. 自由行
4. 少女的祈禱
5. 飛女正傳

大連站2019年8月31日
Part 1 痛苦失敗 - VCR 1 The Story Begin 點火柴
1. 可惜我是水瓶座
2. 煉金術
3. 小城大事

Part 2 任性衝動 - VCR 2 I'm on my way 公路上
1. 處處吻
2. 烈女
3. 繼續努力

Part 3 傷感 -VCR 3 Lost in Forest 迷失森林
1. 再見二丁目
2. 可人兒
3. 姊妹
4. 咬唇

Part 4 漂亮幸福 - VCR 4 Relax 水中
1. Ready or Not
2. 熱血青年
3. 抬起我的頭來
4. Wonder Woman
5. 勇
6. 說好的幸福呢

Part 5 睿智 - VCR 5 The End 登峰俯瞰
1. 穿越
2. 冰點
3. 數你
4. 假如讓我說下去
5. 最好的債

Part 6 ENCORE
1. 小星星
2. 野孩子
3. 自由行
4. 十年
5. 少女的祈禱
6. 飛女正傳

上海站2019年9月7日
Part 1 痛苦失敗 - VCR 1 The Story Begin 點火柴
1. 可惜我是水瓶座
2. 煉金術
3. 小城大事

Part 2 任性衝動 - VCR 2 I'm on my way 公路上
1. 處處吻
2. 烈女
3. 繼續努力

Part 3 傷感 -VCR 3 Lost in Forest 迷失森林
1. 再見二丁目
2. 可人兒
3. 姊妹
4. 咬唇

Part 4 漂亮幸福 - VCR 4 Relax 水中
1. Ready or Not
2. 熱血青年
3. 抬起我的頭來
4. Wonder Woman
5. 勇
6. 說好的幸福呢

Part 5 睿智 - VCR 5 The End 登峰俯瞰
1. 穿越
2. 冰點
3. 數你
4. 假如讓我說下去
5. 最好的債

Part 6 ENCORE
1. 小星星
2. 野孩子
3. 十年
4. 自由行
5. 少女的祈禱
6. 飛女正傳

汕頭站2019年9月14日
Part 1 痛苦失敗 - VCR 1 The Story Begin 點火柴
1. 可惜我是水瓶座
2. 煉金術
3. 小城大事

Part 2 任性衝動 - VCR 2 I'm on my way 公路上
1. 處處吻
2. 烈女
3. 繼續努力

Part 3 傷感 -VCR 3 Lost in Forest 迷失森林
1. 再見二丁目
2. 可人兒
3. 姊妹
4. 咬唇

Part 4 漂亮幸福 - VCR 4 Relax 水中
1. Ready or Not
2. 熱血青年
3. 抬起我的頭來
4. Wonder Woman
5. 勇
6. 說好的幸福呢

Part 5 睿智 - VCR 5 The End 登峰俯瞰
1. 穿越
2. 冰點
3. 數你
4. 假如讓我說下去
5. 最好的債

Part 6 ENCORE
1. 小星星
2. 野孩子
3. 花好月圓夜
4. 十年
5. 自由行
6. 少女的祈禱
7. 飛女正傳

墨尔本站2019年10月3日
Part 1 痛苦失敗 - VCR 1 The Story Begin 點火柴
1. 可惜我是水瓶座
2. 煉金術
3. 小城大事

Part 2 任性衝動 - VCR 2 I'm on my way 公路上
1. 處處吻
2. 烈女
3. 繼續努力

Part 3 傷感 -VCR 3 Lost in Forest 迷失森林
1. 再見二丁目
2. 勇
3. 姊妹
4. 咬唇

Part 4 漂亮幸福 - VCR 4 Relax 水中
1. Ready or Not
2. 熱血青年
3. 抬起我的頭來
4. Wonder Woman

Part 5 睿智 - VCR 5 The End 登峰俯瞰
1. 穿越
2. 說好的幸福呢
3. 假如讓我說下去
4. 最好的債

Part 6 ENCORE
1. 野孩子
2. 小星星
3. 一千零一個
4. 少女的祈禱
5. 飛女正傳

悉尼站2019年10月6日
Part 1 痛苦失敗 - VCR 1 The Story Begin 點火柴
1. 可惜我是水瓶座
2. 煉金術
3. 小城大事

Part 2 任性衝動 - VCR 2 I'm on my way 公路上
1. 處處吻
2. 烈女
3. 繼續努力

Part 3 傷感 -VCR 3 Lost in Forest 迷失森林
1. 再見二丁目
2. 勇
3. 姊妹
4. 咬唇

Part 4 漂亮幸福 - VCR 4 Relax 水中
1. Ready or Not
2. 熱血青年
3. 抬起我的頭來
4. Wonder Woman

Part 5 睿智 - VCR 5 The End 登峰俯瞰
1. 穿越
2. 說好的幸福呢
3. 假如讓我說下去
4. 最好的債

Part 6 ENCORE
1. 野孩子
2. 小星星
3. 少女的祈禱
4. 一千零一個
5. 飛女正傳

奧克蘭站2019年10月9日
Part 1 痛苦失敗 - VCR 1 The Story Begin 點火柴
1. 可惜我是水瓶座
2. 煉金術
3. 小城大事

Part 2 任性衝動 - VCR 2 I'm on my way 公路上
1. 處處吻
2. 烈女
3. 繼續努力

Part 3 傷感 -VCR 3 Lost in Forest 迷失森林
1. 再見二丁目
2. 勇
3. 姊妹
4. 咬唇

Part 4 漂亮幸福 - VCR 4 Relax 水中
1. Ready or Not
2. 熱血青年
3. 抬起我的頭來
4. Wonder Woman

Part 5 睿智 - VCR 5 The End 登峰俯瞰
1. 穿越
2. 說好的幸福呢
3. 假如讓我說下去
4. 最好的債

Part 6 ENCORE
1. 野孩子
2. 小星星
3. 說好的幸福呢
4. 少女的祈禱
5. 飛女正傳